# フィアメ・ナオミ・マタアファ

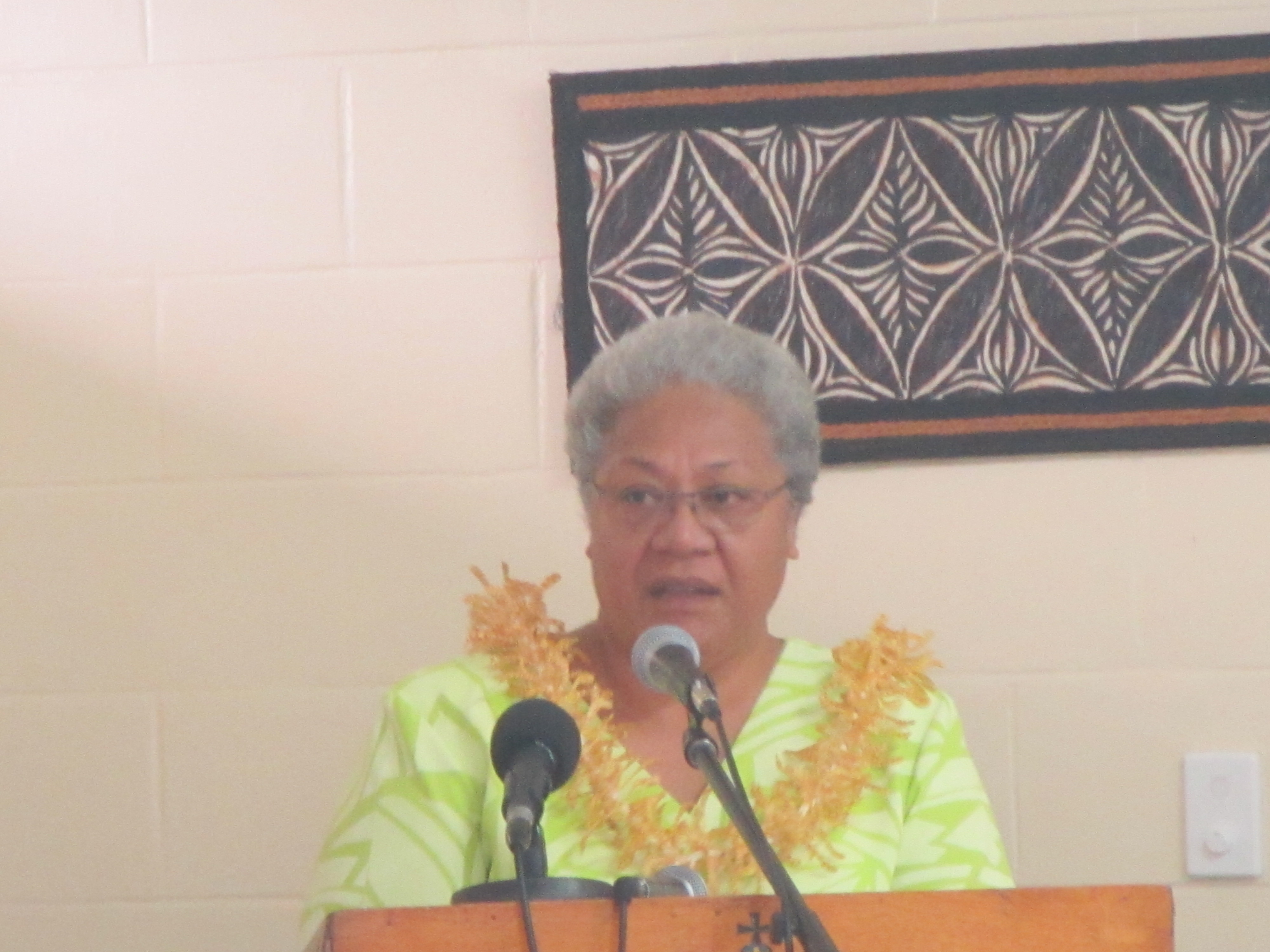
2014年1月19日、サモアで開催された「Advancing Gender Justice Programme BRIDGE training workshop」でのフィアメ・ナオミ・マタアファ

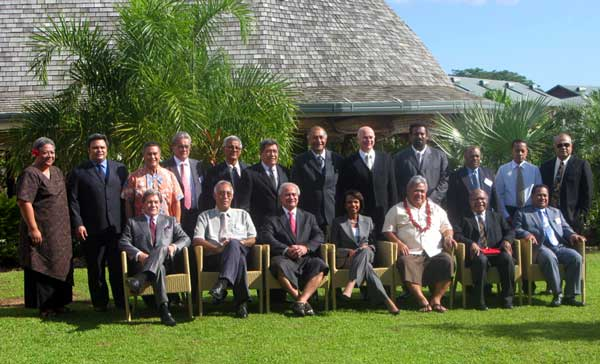
2008年7月26日、サモアで開催された太平洋諸島のリーダーとアメリカ国務長官コンドリーザ・ライス（中央）との会合でのフィアメ・ナオミ・マタアファ（左端）

フィアメ・ナオミ・マタアファ（Afioga Fiamē Naomi Mataʻafa、1957年4月29日 -）は、サモアの政治家であり、2021年5月24日より同国初の女性首相（第12代）を務めている。サモア初の首相であるフィアメ・マタアファ・ファウムイナ・ムリヌウ2世の娘であり、同国初の女性閣僚および初の女性副首相としても知られている。
マタアファは、長年人権保護党（HRPP）に所属し、1991年から2006年まで教育大臣、2006年から2011年まで女性・地域社会開発大臣、2011年から2016年まで司法長官を歴任。2016年から2020年までは副首相およびHRPP副代表を務めたが、2020年に物議を醸した土地・称号法案に反対して辞任。その後、2021年に新党Faʻatuatua i le Atua Samoa ua Tasi（FAST）を率いて総選挙に勝利し、首相に就任した。しかし、前首相トゥイラエパが権力譲渡を拒否したことで2021年サモア憲法危機が発生。最高裁の判決を経て、正式に首相に就任した。
2025年1月にFAST党内で対立が生じ、マタアファは党から除名されたが、これを違法として党籍を主張し続けている。同年5月27日に政府の予算案が議会で否決されたことを受け6月3日に議会を解散。これに先立つ5月30日には総選挙を見据え、新党「Samoa Uniting Party」を結党した。

## 経歴

### 生い立ちと教育
フィアメ・ナオミ・マタアファは1957年4月29日、西サモア（現在のサモア）の首都アピアに生まれた。父はサモア初の首相であるフィアメ・マタアファ・ファウムイナ・ムリヌウ2世、母は外交官であり政治家、教育者でもあったラウル・フェタウイマレマウ・マタアファである。母方の祖父Le Mamea Matatumua Ataは、サモア憲法の起草者の一人であった。サモアがニュージーランドから独立する5年前に生まれ、名門マタイ（首長）家系に育った。
11歳までアピアで育った後、ニュージーランドのウェリントンにあるSamuel Marsden Collegiate Schoolで学び、1976年にヴィクトリア大学ウェリントンに入学した。しかし、1975年に父が死去し、1977年にマタイの称号「フィアメ」を継承するため一時帰国。多くの親族が称号を争う中、彼女は20歳の若さで称号を獲得し、1978年に正式に「フィアメ」となった。その後、ニュージーランドに戻り学業を続けたが、再度帰国して称号を防衛する必要があった。1979年に大学での学びを再開し、卒業した。

### 政治キャリア

#### 初期の政治活動
マタアファは1985年に人権保護党（HRPP）に入党し、同年サモア立法議会のLotofaga選挙区から初当選した。母ラウルが同選挙区を代表していたが、引退に伴いマタアファが後継者として選ばれた。以降、彼女は毎回再選され、現在も議会で最も長く務める議員の一人である。
1991年5月15日、Tofilau Eti Alesana首相の下で教育大臣に任命され、サモア初の女性閣僚となった。この役職を2006年まで務めた後、女性・地域社会開発大臣（2006年–2011年）、司法長官（2011年–2016年）を歴任した。

#### 副首相時代（2016年–2020年）
2016年3月、マタアファはHRPPの副代表に選出され、同月19日にサモア初の女性副首相に就任した。同時に自然資源・環境大臣にも任命された。2018年には「Women in Climate Change Initiative（WiCC）」を発足させ、そのパトロンとして環境問題への女性の関与を推進した。
しかし、2020年9月、物議を醸した土地・称号法案に反対を表明したことで、首相トゥイラエパ・サイレレ・マリエレガオイから公に非難され、9月11日に副首相および閣僚職を辞任した。辞任後、Faʻatuatua i le Atua Samoa ua Tasi（FAST）党への参加を打診されたが、議会任期を全うするために一旦断り、2021年1月に正式にFAST党に加入。3月9日に党首に選出された。

#### 2021年総選挙と憲法危機
2021年4月9日の総選挙で、マタアファはLotofaga選挙区から無投票で再選。FAST党は議席を獲得し、HRPPと25議席で並んだが、無所属議員Tuala Iosefo PonifasioがFASTに合流し、過半数を確保した。しかし、HRPP側が女性議員枠の追加を主張し、議席が26対26の同数に。最高裁の判決で追加議席が無効とされ、FASTが過半数を獲得したが、前首相トゥイラエパが権力譲渡を拒否し、2021年サモア憲法危機が発生した。
マタアファは2021年5月24日、議会庭園のテントで首相就任の宣誓を行ったが、トゥイラエパはこれを「反逆」と非難し、議事堂への入場を阻止。危機は7月23日、控訴院がマタアファの就任を合法と認める判決を下し、解決した。トゥイラエパは7月26日に敗北を認め、マタアファはサモア初の女性首相として正式に政権を担った。

#### 首相時代（2021年–現在）

##### 国内政策
マタアファは2021年7月26日に政府庁舎に移り、政権運営を開始。外務大臣と自然資源・環境大臣を兼務し、2023年には観光大臣も担当した。2021年9月、982万タラの予算案を議会で可決させ、財政運営に着手した。
2025年1月、FAST党内で対立が発生。農業大臣で党議長のLaʻauli Leuatea Polataivaoが刑事訴追を受け、辞任を拒否したため、マタアファは彼を解任。さらに他の3閣僚も解任したが、これに対しラアウリがマタアファと副首相を含む5閣僚を党から除名。マタアファは除名を違法として党籍を主張し続け、2月に不信任案を乗り切った。
同年5月27日、政府予算案が賛成16票、反対34票で否決され、90日以内の総選挙が決定。マタアファは5月28日に議会解散を表明し、総選挙を見据えて5月30日に新党「Samoa Uniting Party」を設立した。6月3日に議会を解散。

##### 外交政策
マタアファは気候変動への対応を重視し、太平洋諸島フォーラムを通じて小島嶼国の団結を訴えた。2022年、オーストラリアとの関係では、気候変動対策強化を求める立場を明確にし、新政権との協力関係を築いた。
中国との関係では、前政権が計画していた中国資金の港湾建設を中止し、対中債務の増加を抑制。一方で、中国との良好な関係を維持しつつ、アメリカ合衆国とのバランスを重視した。

## 受賞
2017年、Stars of Oceania Individual's Awardを受賞。2018年には南太平洋大学から名誉文学博士号を授与された。また、2017年に自然資源・環境大臣としてOcean Stewardship Awardを受賞し、サモアの海洋戦略推進が評価された。2021年にはBBCの100人の女性に選出された。

## 家族
マタアファはサモア初の首相フィアメ・マタアファ・ファウムイナ・ムリヌウ2世の娘であり、母ラウル・フェタウイマレマウ・マタアファも政治家として活躍した。彼女はLotofagaの首長（Sa'o Faapito）であり、Mataʻafa家を代表する人物である。未婚で子供はいない。